# Сане, Ибу
Ибу́ Сане́ (фр. Ibou Sané; род. 28 марта 2005, Diégoune) — сенегальский футболист, нападающий клуба «Мец».

## Клубная карьера
Сане — воспитанник футбольной академии «Дженерейшн Фут».

## Международная карьера
В 2023 году в составе молодёжной сборной Сенегала Сане выиграл молодёжный Кубок Африки в Египте. На турнире он сыграл в матчах против сборных Египта и Бенина. В поединке против египтян Ибу забил гол.

## Достижения
Международные
 Сенегал (до 20)
- Победитель молодёжного Кубка Африки — 2023